# Bonanza (Oregon)
Bonanza is een plaats (town) in de Amerikaanse staat Oregon, en valt bestuurlijk gezien onder Klamath County.

## Demografie
Bij de volkstelling in 2000 werd het aantal inwoners vastgesteld op 415. In 2006 is het aantal inwoners door het United States Census Bureau geschat op eveneens 415.

## Geografie
Volgens het United States Census Bureau beslaat de plaats een oppervlakte van 2,2 km², geheel bestaande uit land. Bonanza ligt op ongeveer 1260 m boven zeeniveau.

## Plaatsen in de nabije omgeving
De onderstaande figuur toont nabijgelegen plaatsen in een straal van 32 km rond Bonanza.